# Легиябанк
Банк чехословацких легионеров (также Легиябанк) — банковский дом, работавший на территории Чехословакии в 1919—1955 годах Он был расположен в уникальном здании в стиле рондокубизма архитектора Йозефа Гочара в Праге.

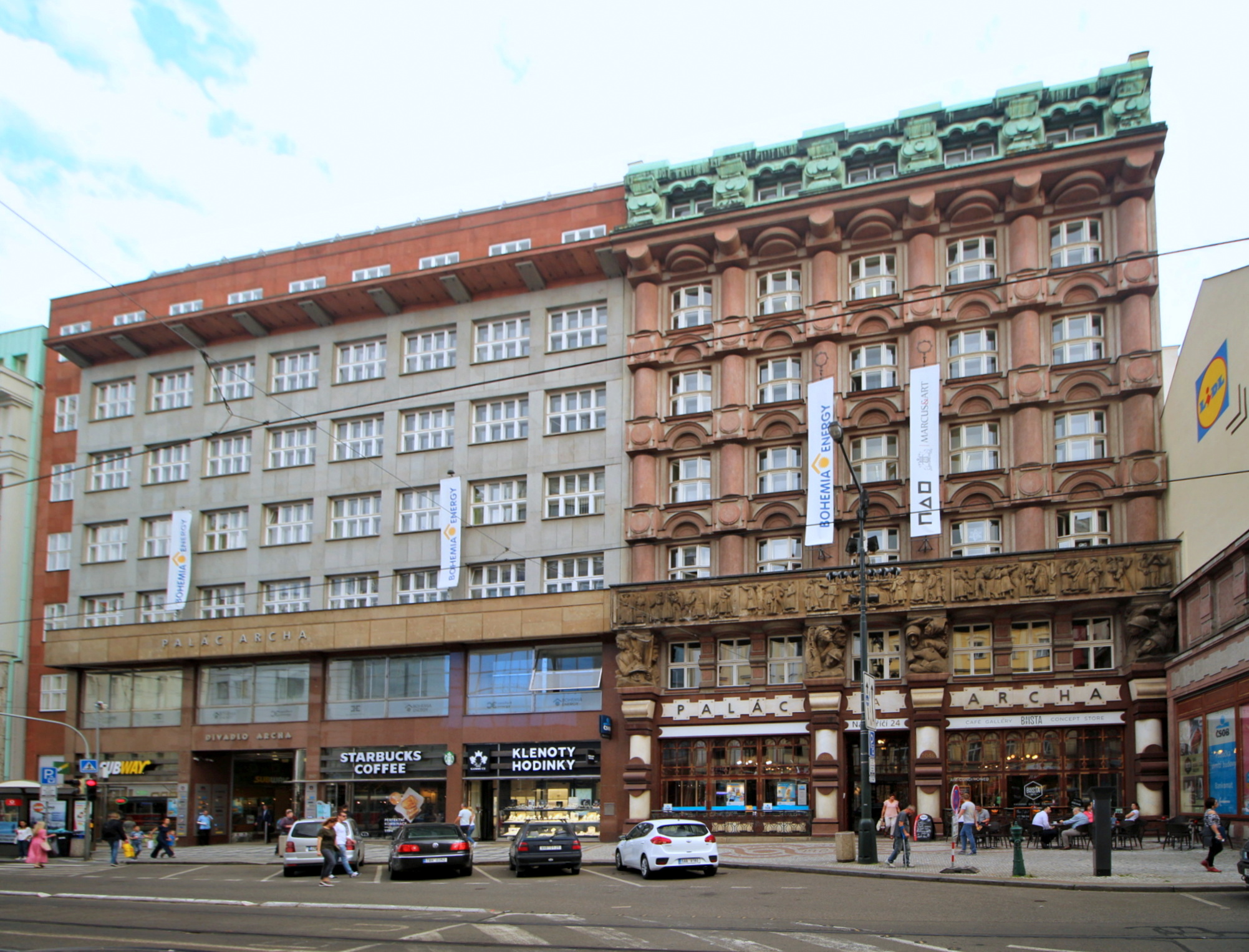
Новый и старый дворец Арча

Здание Банка Чехословацких легионеров, или просто Легиябанк, уникально по своей архитектуре, которое ещё называют «стиль Легиябанка». Его спроектировал архитектор Йозеф Гочар в 1921—1923 гг. в стиле рондокубизма. Здание, которое обычно называют Легиябанком, было реконструировано в 1991—1994 гг. Сейчас известно как Palác Archa, его новая часть образует один блок. Охраняется как памятка культуры.

## История

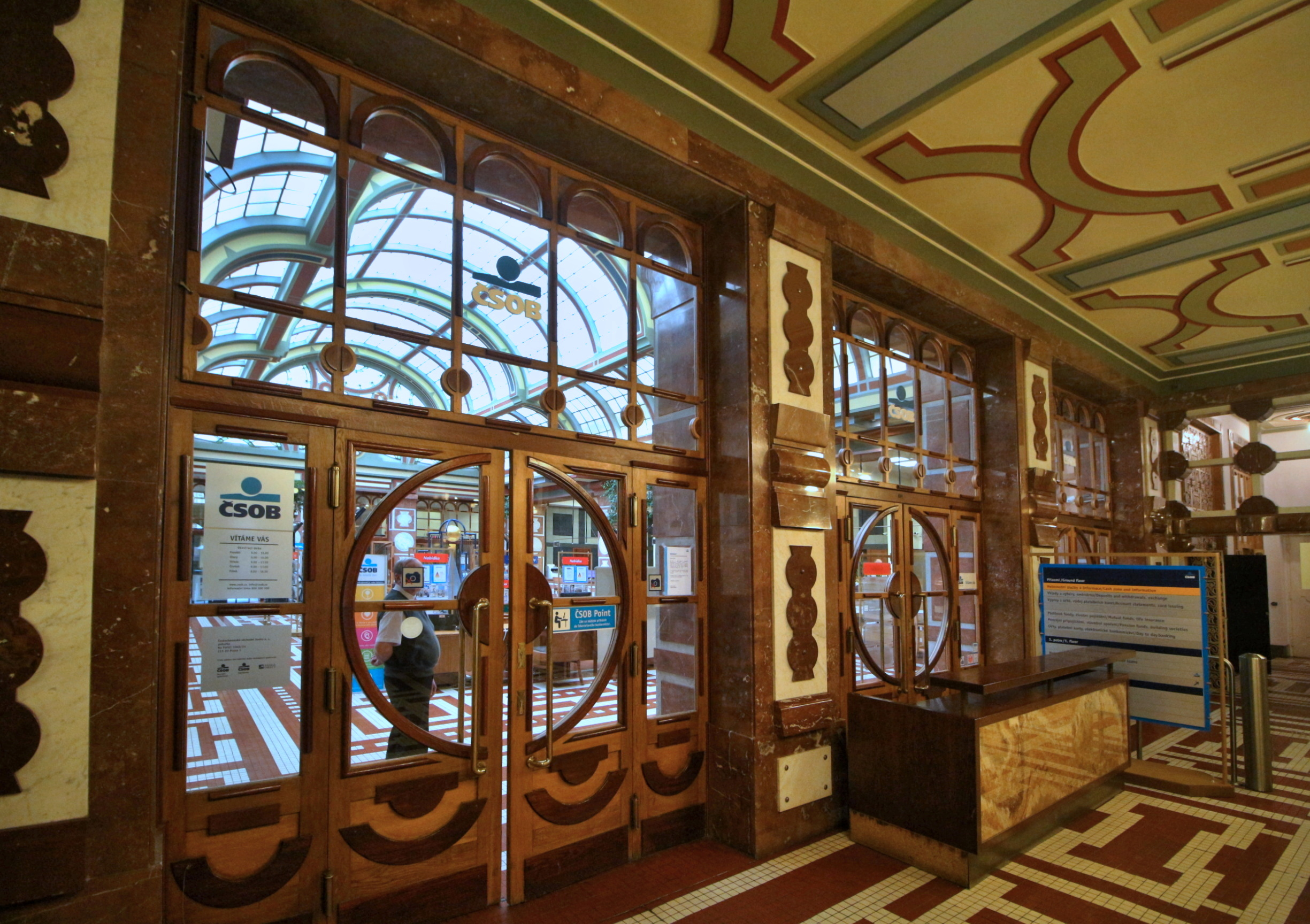
Банк

Осенью 1919 г. был создан Банк чехословацких легионеров в Иркутске по решению командования чехословацких легионов создать финансово-экономический центр легионов.
Во время Первой республики банк был известен прежде всего как «Legiobanka». К тому времени он принадлежал к среднему классу чехословацких банков. Во время протектората в 1940 году оккупационные власти приказали сменить название на «Českomoravská banka v Praze». Немцам больше подходило название, не напоминающее легионеров. После 1943 года банк должен быть объединён с «Kreditanstalt der Deutschen». В конце войны в 1945 году этот план завершился и банк был переименован в Институт Легиобанка, акционерное общество, но уже в октябре того же года банк был национализирован и после коммунистического переворота через три года в результате слияния чехословацких финансовых учреждений объединился с Сельскохозяйственным банком, позже с Торговым банком. Сегодня прямым правопреемником банка можно считать UniCredit Bank ČR.

## Пенсионное общество
В Праге существовала также Пенсионная ассоциация работников Легиябанка, которая согласно указу от 20 ноября 1946 г. входила в список тридцати частных страховых компаний, исключённых из указа о национализации.